# 매티 켐프
매티 켐프(Matty Kemp, 1907년 9월 10일 ~ 1999년 12월 12일)는 미국의 배우, 영화배우이다.
뉴욕에서 태어났으며 로스앤젤레스에서 사망하였다.

## 영화
- 헐리우드 가는 길 (1947년)
- 린다 비 굿 (1947년)
- 시티 스트리트 (1931년)